# Anja Breien
Anja Breien (12 juillet 1940 à Oslo) est une réalisatrice et scénariste norvégienne.

## Biographie
Elle fait partie du jury de la Mostra de Venise 1987. Le Festival international du film de La Rochelle lui rend hommage en 2003.

## Filmographie
- 1967 : Vokse opp, court-métrage
- 1969 : 17. mai - En film om ritualer, court-métrage
- 1970 : Dager fra 1000 år
- 1971 : Le Viol (Voldtekt)
- 1975 : Wives (Hustruer)
- 1977 : Den allvarsamma leken
- 1979 : L'Héritage (Arven)
- 1981 : Forfølgelsen
- 1984 : Papirfuglen
- 1985 : Wives - Ten Years After (Hustruer - ti år etter)
- 1990 : Smykketyven
- 1996 : Hustruer III
- 1997 : Solvorn, court-métrage
- 2001 : Å se en båt med seil, court-métrage documentaire
- 2005 : Uten tittel, court-métrage

## Honneurs
- 1986 : Meilleur film pour Hustruer - ti år etter au Festival international du film norvégien de Haugesund.
- 2005 : Prix d'honneur Amanda au Festival international du film norvégien de Haugesund.
- 2010 : Prix Gina Krog décerné par l'Association norvégienne pour les droits des femmes.